# Молчалин
Алексе́й Степа́нович Молча́лин — один из главных героев стихотворной комедии А. С. Грибоедова «Горе от ума», секретарь Фамусова, коллежский асессор, живущий у него дома. Молчалин принимает значительное участие в развитии сюжета произведения, в списке действующих лиц он помещён одним из первых, хотя в самом произведении он появляется не так часто, по сравнению с другими действующими лицами.

## Характер
Молчалин — человек, поднявшийся из низов, Фамусов называет его «безродным». По характеру — приспособленец, причём таким его воспитывал отец: «Мне завещал отец: Во-первых, угождать всем людям без изъятья — хозяину, где доведётся жить, начальнику, с кем буду я служить, слуге его, который чистит платья, швейцару, дворнику, для избежанья зла, собаке дворника, чтоб ласкова была». Подобные качества вполне соответствовали взглядам Фамусова, согласно которым «когда же надо подслужиться, и он сгибался вперегиб».
Найден Фамусовым в Твери и взят им на службу в Москву. Если учесть, что все остальные подчинённые Фамусова являются его близкими или дальними родственниками («один Молчалин мне не свой, и то затем, что деловой»), то это говорит о способностях Молчалина как по служебной части, так и в угодничестве и умении произвести благоприятное впечатление. О последнем говорят и слова Софьи: «Молчалин, за других себя забыть готов, враг дерзости».
Имя Молчалина стало нарицательным, обозначающим льстецов, подхалимов, послушных исполнителей всех распоряжений руководства, скрывающих своё собственное мнение, также фамилия героя выражает его основную черту — «бессловесность». Ещё в середине XIX века Белинский писал: «Не говорите: вот человек, который подличает из выгод, подличает бескорыстно, по одному влечению души, — скажите: вот Молчалин!».

## Образ персонажа
Образ Молчалина вызывал интерес у Н. В. Гоголя («метко схвачено это лицо, безмолвное, низкое <…> тихомолком пробивающееся в люди»), а М. Е. Салтыков-Щедрин сделал его героем серии очерков «В среде умеренности и аккуратности» («Господа Молчалины»). И. А. Гончаров отмечал, что к его времени (1871) черты молчалинского поведения стали архаизмом («низкопоклонничество до степени лакейства молчалинского уже прячется и теперь в темноту»).
Сравнения различных публичных персон с Молчалиным применяются в публицистике и в наши дни.

## Предтечи персонажа в литературе
Литературовед А. П. Бондарев видит предтечи Молчалина в героях-слугах комедий Мольера.

## Исполнение роли
Первым исполнителем роли Молчалина в театре был известный актёр Н. О. Дюр (1831). Среди актёров, сыгравших эту роль в XX веке, критики выделяют Кирилла Лаврова.

### Исполнители
- Адашев, Александр Иванович — МХТ, 1906
- Азанчевский, Серафим Васильевич — Ленинградский академический театр драмы, 1932
- Андреев-Бурлак, Василий Николаевич — провинциальные антрепризы, самое начало XX столетия
- Анненков, Николай Александрович — Малый театр
- Аполлонский, Роман Борисович — Александринский театр, 1885
- Белокуров, Владимир Вячеславович — МХАТ, 1940
- Дюр, Николай Осипович — императорский Александринский театр, 1831 (самая первая полная постановка, до того ставились избранные сцены)
- Завьялов, Алексей Борисович — Театральное товарищество 814, наше время
- Клюев, Борис Владимирович — Малый театр
- Колосов, Константин Петрович
- Лавров, Кирилл Юрьевич — Большой драматический театр имени Г. А. Товстоногова, 1962
- Ленский, Дмитрий Тимофеевич — императорский Малый театр, 1831 (первый исполнитель в Москве, после постановки в С.-Петербурге)
- Массальский, Павел Владимирович — МХАТ, 1938
- Мухин, Михаил Григорьевич — Театр им. Вс. Мейерхольда (ГосТИМ), 1928 («Горе уму»)
- Подгорный, Николай Афанасьевич — МХТ, 1914
- Решимов, Михаил Аркадьевич — императорский Малый театр
- Садовский, Михаил Прович — императорский Малый театр, 1882
- Садовский, Пров Михайлович (младший) — Малый театр, 1938
- Самойлов, Василий Васильевич — императорский Александринский театр, 1841
- Синельников, Николай Николаевич — провинциальные антрепризы, 1870—1880-е годы
- Станицын, Виктор Яковлевич — МХАТ, 1925
- Терехов, Гавриил Матвеевич — Малый театр, 1938
- Ширвиндт, Александр Анатольевич — Театр Сатиры, 1976
- Шувалов, Иван Михайлович — театр Корша, 1886
- Юрьев, Юрий Михайлович — императорский Александринский театр, 1895